# Agganis Arena
A Agganis Arena é uma arena multi-uso localizada em Boston, Massachusetts, EUA.
Tem capacidade de 7200 pessoas.
Localiza-se no campus da Universidade de Boston (Boston University - BU), e foi construída no local da antiga Commonwealth Armory.
O seu nome é em homenagem a Harry Agganis, um grande atleta de futebol americano e baseball da BU e dos Boston Red Sox. Ele morreu aos 26 anos, de embolia pulmonar.
O ringue de hóquei no gelo é chamado de Ringue Jack Parker, um dos maiores treinadores de hockey universitário. Em 30 de janeiro de 2009, Parker tinha 800 vitórias como técnico. Só 3 técnicos alcançaram esse número e ele é o único a fazê-lo com 1 só time. É parte da John Hancock Student Village da Universidade de Boston, que inclui dormitórios e o Fitness and Recreation Center de cinco andares.
Substituiu a Walter Brown Arena, no Case Athletic Center, no lado oposto do estádio vizinho Nickerson Field. Ela foi inaugurada em 2004 e realizou seu primeiro evento em 2005.
É a casa do campeão doa EUA de 2009 de hóquei no gelo, os Boston University Terriers.
Serve também como um auditório para grandes eventos regionais, incluindo as cerimônias de outras escolas, tal como a Berklee School of Music, musicais, eventos de sensibilização e apresentações de palestrantes, como Barack Obama e Dave Chappelle.

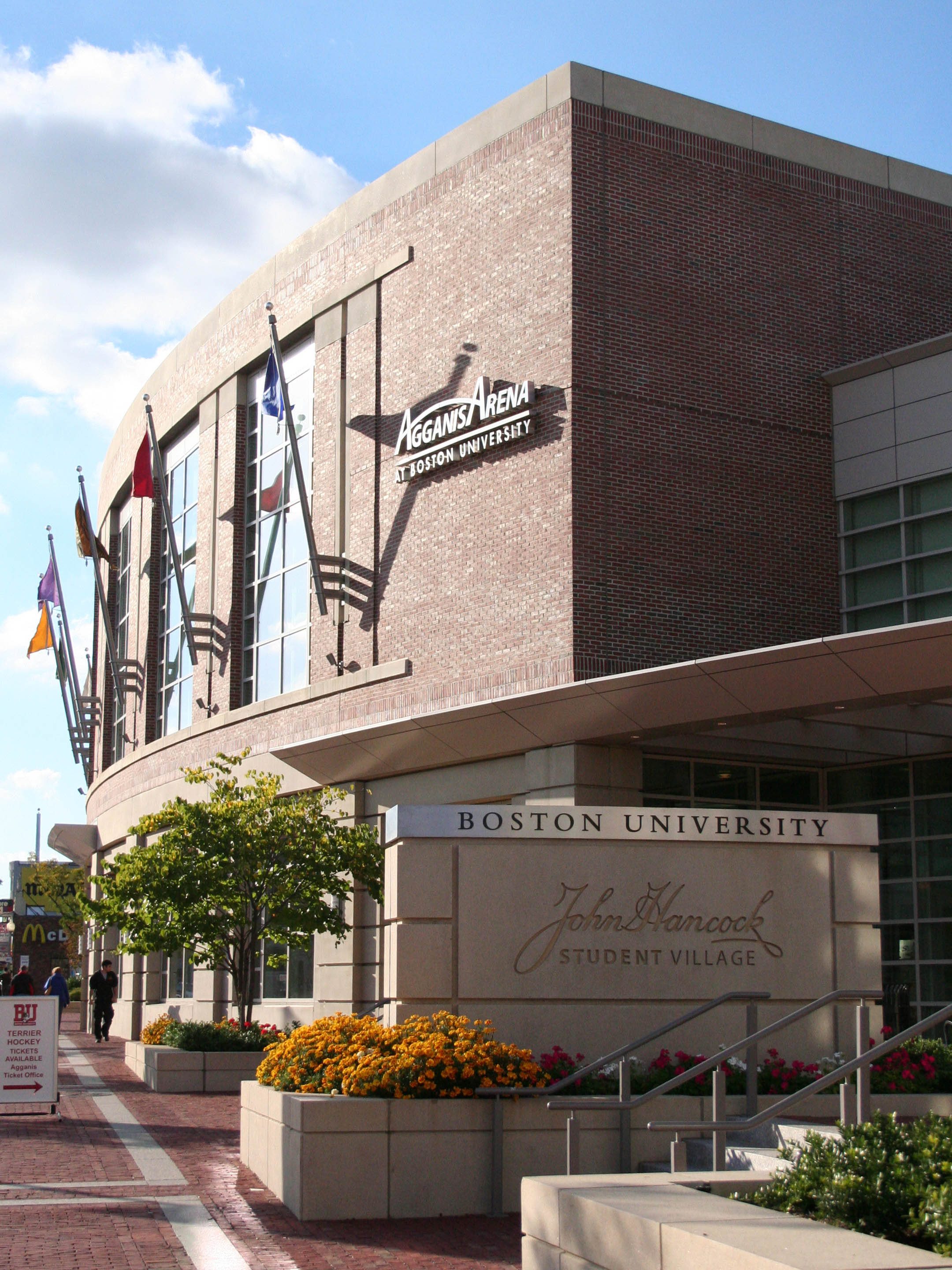
O exterior da Agganis Arena